# Tangsil Wetan
Tangsil Wetan is een bestuurslaag in het regentschap Bondowoso van de provincie Oost-Java, Indonesië. Tangsil Wetan telt 4927 inwoners (volkstelling 2010).